# Separatistički feminizam
Separatistički feminizam je ogranak feminizma nastao 1970-ih godina, čiji pobornici smatraju da je za postizanje ravnopravnosti u društvu neophodno da žene žive u potpunosti odvojeno i neovisno od muškaraca, u ženskim zajednicama.
Separatističke feministice smatraju sve napore za postizanje jednakopravnost muškaraca i žena unaprijed promašenima, sve dok postoje društvene institucije u kojima žene i muškarci dolaze u međusobnu interakciju.
Utjecajna radikalnofeministička američka filozofkinja Marilyn Frye govori o "muškom parazitizmu" koji je neizbježni proizvod zajedničkog života dvaju spolova; prema njoj, jedini način da se takvo muško izrabljivanje žena izbjegne je separacija: "Feministička separacija je, naravno, separacija raznih vrsta i na različite načina, od muškaraca i od institucija, odnosa, uloga i aktivnosti koje su muško-definirane, muško-dominirane i koje djeluju za korist muškaraca i radi održavanja muških privilegija - koja je separacija započeta ili održavana voljom žena... heteroseksualnost, brak i majčinstvo, institucije koje na najočitiji i najindividualniji način održavaju žene dostupne muškarcima, tvore trijadu antifeminističke ideologije; a posve-ženski prostori, posve-ženske organizacije, posve-ženska okupljanja, posve-ženska predavanja su stoga zabranjivana, potiskivana, izložena zastrašivanju, ismijavanju i kažnjavanju - sve u ime te druge fine i postojane patrijarhalne institucije: spolne ravnopravnosti."